# Boy Oh Boy
Boy Oh Boy ist ein deutsch-französisches DJ-, Remixer- und Produzenten-Duo im Bereich der elektronischen Tanzmusik.

## Geschichte
Boy Oh Boy besteht aus dem aus Köln stammenden Marco Wagner und David Picariello aus Straßburg. Im Oktober 2017 schlossen sich die beiden, zu dem Zeitpunkt in Neuseeland lebenden Musiker, zusammen. Im Juli 2018 brachte das neuseeländisch-australische Label Beat & Path ihre erste Veröffentlichung Ban Joe heraus, gefolgt von weiteren Produktionen 2019 auf Labels wie „Lukins“, „Poesie Musik“ und „Lauter Unfug“. Im September kehrten die Musiker von Neuseeland nach Deutschland (Wagner) bzw. Frankreich (Picariello) zurück. Wagner lebt seitdem in Berlin und Picariello in Straßburg. Gemeinsam machen sie weiter Musik und veröffentlichten im April 2020 ihre neue EP Sink My Teeth Into bei Lukins.

## Diskografie (Auswahl)
Alben
- 2023: So, What's Your Plan? (Lukins)

EPs
- 2018: Ban Joe (Beat & Path)
- 2019: My Witch (Beat & Path)
- 2019: Map Mitre (Lauter Unfug)
- 2019: Ko Kora (Poesie)
- 2020: Sink My Teeth Into (Lukins)

Remixe
- 2019: Antispace – Before After (Boy Oh Boy Remix) (Lukins)
- 2019: Sanoi – Drive (Boy Oh Boy Remix) (Beat & Path)
- 2020: Age Is a Box – Rush (Boy Oh Boy Remix) (Needwant)